# Lőrinc Szabó

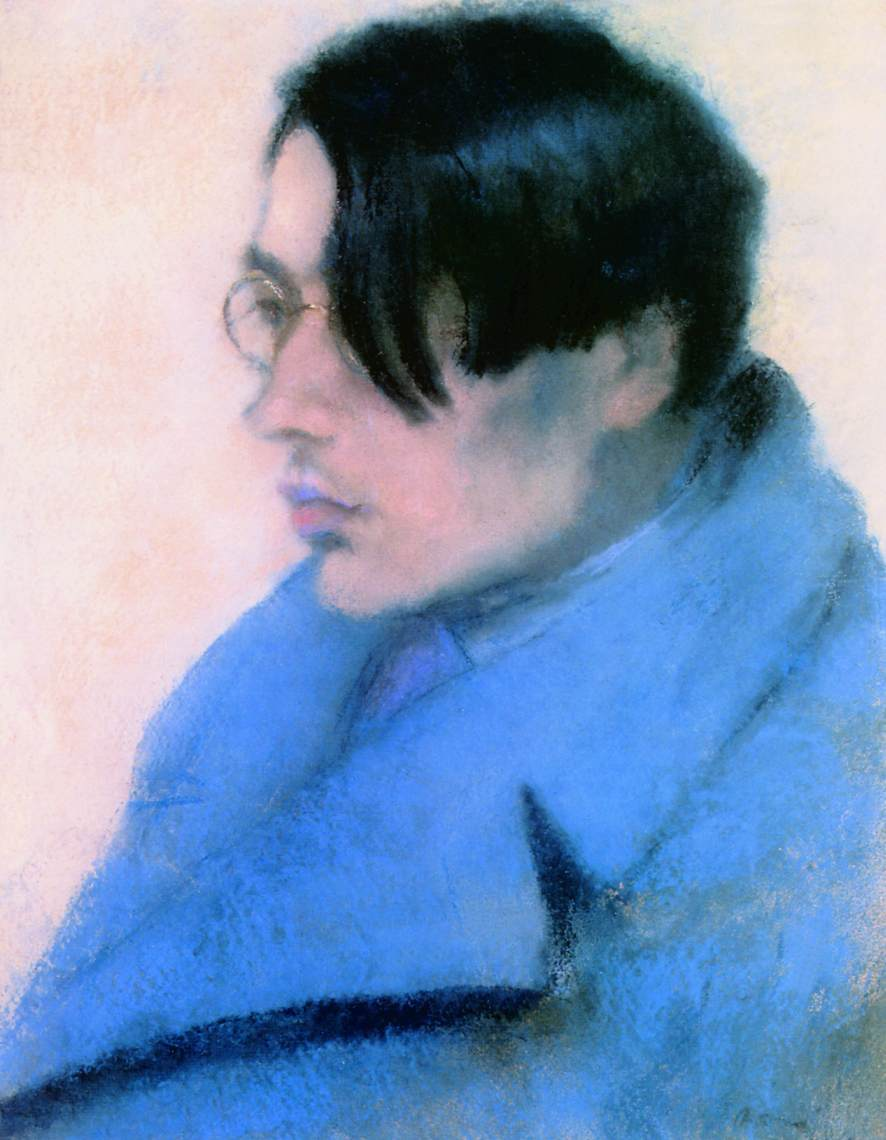
Lőrinc Szabó von József Rippl-Rónai (1923)

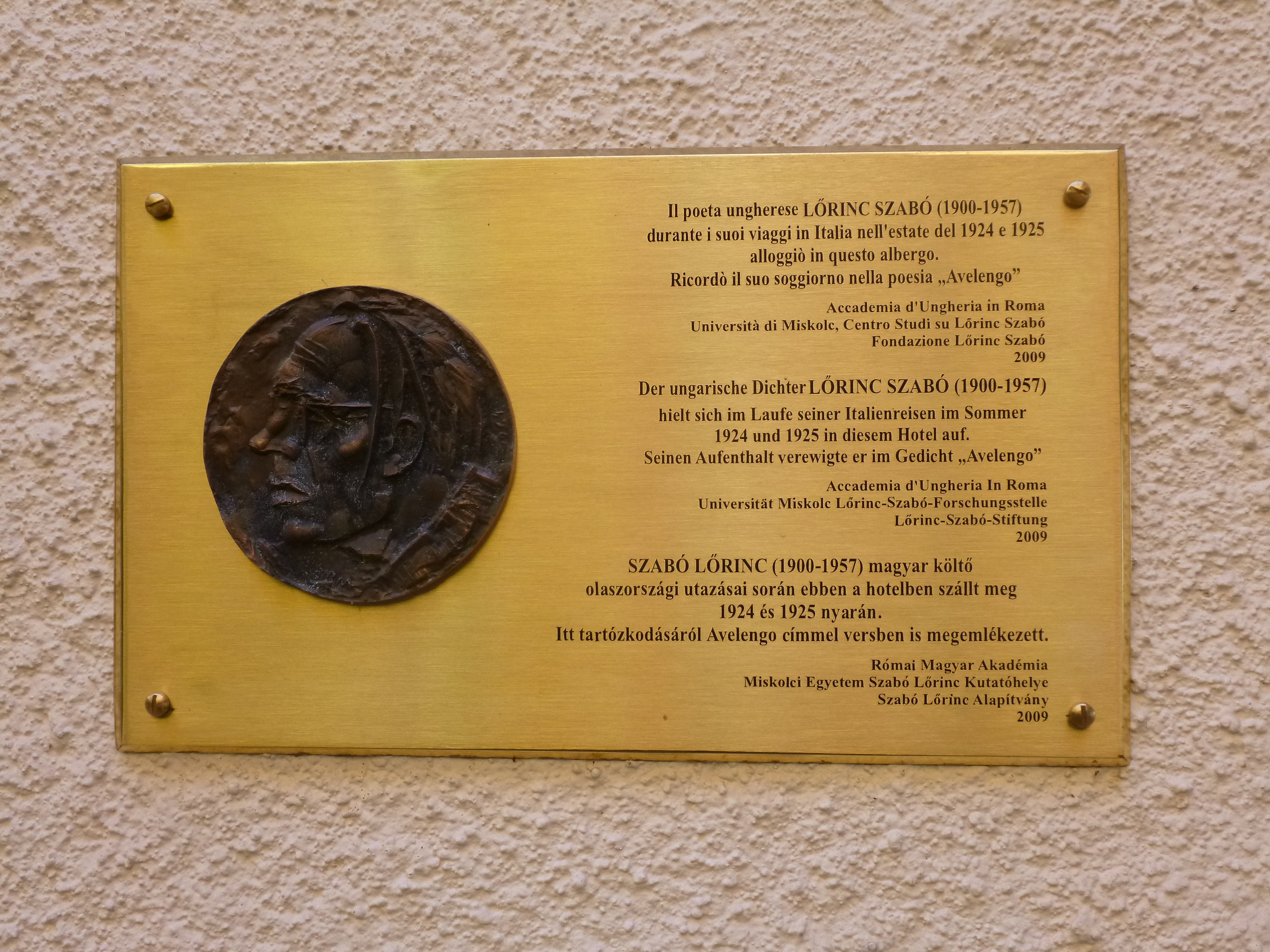
Plakette in Hafling

Lőrinc Szabó (* 31. März 1900 in Miskolc, Österreich-Ungarn; † 3. Oktober 1957 in Budapest) war ein ungarischer Dichter und Übersetzer. Er zählt zu den bedeutenden Lyrikern der modernen ungarischen Literatur.

## Leben
Lőrinc Szabó wurde in Miskolc als Sohn von Ilona Panyiczky und dem Lokomotivführer Lőrinc Szabó geboren.
In seinem dritten Lebensjahr zog die Familie nach Balassagyarmat um. Dort und in Debrecen ging er zur Schule.
Szabó studierte Philologie an der Universität Budapest. Dort schloss er Freundschaft mit dem Dichter Mihály Babits, der ihn förderte. Er brach sein Studium ab und begann 1921 für die Zeitschrift „Az Est“ zu arbeiten, kurz nachdem er Klára Mikes, die Tochter von Lajos Mikes geheiratet hatte.
Zwischen 1927 und 1928 war er der Gründer und Herausgeber der kurzlebigen Zeitschrift „Pandora“ und arbeitete für die Zeitung „Pesti Napló“ (Pester Tageblatt).
Szabó war ein reger Besucher der Deutsch-Ungarischen Gesellschaft und wurde von ihrem Direktor Julius Farkas häufig zu Lesungen eingeladen.
Im Jahre 1942, als das ungarische Kultusministerium ihm den Auftrag gab, zu dem Weimarer Dichtertreffen zu reisen, lernte Szabó den deutschen Schriftsteller und Kulturfunktionär des nationalsozialistischen Deutschlands Carl Rothe kennen, den Generalsekretär der 1941 gegründeten Europäischen Schriftsteller-Vereinigung (ESV). Die Europäische Schriftsteller-Vereinigung sollte im deutsch beherrschten Teil Europas den P.E.N.-Club ersetzen. Szabó wurde Mitglied der Organisation und folgte schließlich József Nyírő als ungarische Sprecher der ESV nach. Szabó veröffentlichte auch Beiträge in der Zeitschrift der ESV, „Europäische Literatur“, z. B. den Essay Maifestisches Landschaftsidyll im Dezember 1942.
Aufgrund seiner kulturellen Zusammenarbeit mit den Deutschen wurde Szabó 1945 von den neuen kommunistischen Machthabern eine faschistische Einstellung vorgeworfen und Anklage gegen ihn erhoben, woraufhin er fortan keine eigenen Werke, sondern nur noch Übersetzungen veröffentlichen durfte. Erst kurz vor seinem Tode wurde seine literarische Bedeutung wieder gewürdigt, und er erhielt den Kossuth-Preis.
Lőrinc Szabó starb am 3. Oktober 1957 in Budapest.

## Werk
Szabós ersten dichterischen Veröffentlichungen erschienen in den 1920ern in der Zeitschrift „Nyugat“. Seine erste Anthologie veröffentlichte er 1922 unter dem Namen Föld, erdő, Isten (Erde, Wald, Gott) und hatte damit erheblichen Erfolg.
In den 1920er und 1930er Jahren war er einer der Erneuerer der ungarischen Lyrik und galt in den 1920ern als führender ungarischer Dichter, als Meister poetischer Formen und der genauen Beobachtung. Dabei umspannten seine Themen einen weiten Bogen und reichten von der Naturbeschreibung bis zur Analyse des Bewusstseins und dem modernen Alltagsleben. In den Jahren 1932, 1937 und 1943 erhielt er den Baumgarten-Preis.
Eine Reihe seiner Gedichte schrieb Szabó für seine Kinder Lóci und Klári. Als seine langjährige Geliebte Erzsébet Korzáti im Jahre 1950 den Freitod wählte, schrieb er zu ihrem Andenken den Sonettzyklus Das sechsundzwanzigste Jahr.
Szabó übersetzte zudem auf kongeniale Weise eine Vielzahl von Dichtern – darunter Villon, Shakespeare, Goethe, Kleist, Mörike, Baudelaire, Nietzsche, George, Rilke, Benn, Weinheber und andere.
Lőrinc Szabó ist seit dem Jahr ihrer Gründung 1998 posthumes Mitglied der „Digitális Irodalmi Akadémia“ (Digitale Literaturakademie).

## Werke (Auswahl)
- Föld, Erdő, Isten (Erde, Wald, Gott), 1922
- Kalibán, 1923
- Fény, fény, fény, (Licht, Licht, Licht), 1926
- A Sátán műremekei (Des Satans Meisterwerke), 1926
- Te meg a világ (Du und die Welt), 1932
- Különbéke (Sonderfriede), 1936
- Harc az ünnepért (Kampf um das Fest), 1938
- Régen és most (Einst und jetzt), 1943
- Tücsökzene (Grillenmusik), 1947
- A huszonhatodik év (Das sechsundzwanzigste Jahr), 1957

### Schriften auf Deutsch
- Ungarische Dichtungen, übersetzt von Ladislaus Szemere, 1935
- Neue ungarische Lyrik, übersetzt von Friedrich Lám (1881–1955), Ruszkabányai Verlag, 1942
- Maifestisches Landschaftsidyll, Europäische Literatur, 8 Ausgabe, Dezember 1942
- Das sechsundzwanzigste Jahr, übersetzt von Günther Deicke, Corvina Kiadó Budapest 1982